# Flying (canção de Bryan Adams)
"Flying" é uma canção escrita por Bryan Adams e Robert Lange, gravada por Bryan Adams.
É o segundo single do álbum Room Service.

## Paradas
| Parada (2004)         | Posição |
| --------------------- | ------- |
| UK Singles Chart      | 37      |
| Swiss Music Charts    | 51      |
| Media Control Charts  | 68      |
| MegaCharts            | 86      |
| Russian Airplay Chart | 261     |